# Cratère du lac Wanapitei
Le cratère du lac Wanapitei est un cratère d'impact formé par une météorite qui a heurté le continent nord-américain il y a environ 37 millions d'années, durant le Priabonien (Éocène supérieur). Il est situé au Canada, dans la province de l'Ontario.

## Description
Cet astroblème est situé à Sudbury, Ontario, Canada. Son âge est estimé à 37,2 ± 1,2 million d'années, ce qui situe l'impact durant l'Éocène supérieur. Le cratère proprement dit a un diamètre estimé entre 3 et 7,5 km, mais il est actuellement recouvert par un lac de dimensions sensiblement plus importantes (longueur : 16,5 km ; largeur : 14 km).
L'origine météoritique de la structure a été établie au milieu des années 1970. On trouve en effet autour du lac des nodules de suévites (brèches d'impact), nodules friables contenant des particules de verre sombre. Certains contiennent également de la coésite, un minéral produit par un métamorphisme de très haute pression et caractéristique des structures d'impact. Ces suévites sont très similaires en apparence et en composition à celles décrites sur l'astroblème de Ries, en Bavière.

## Coïncidences

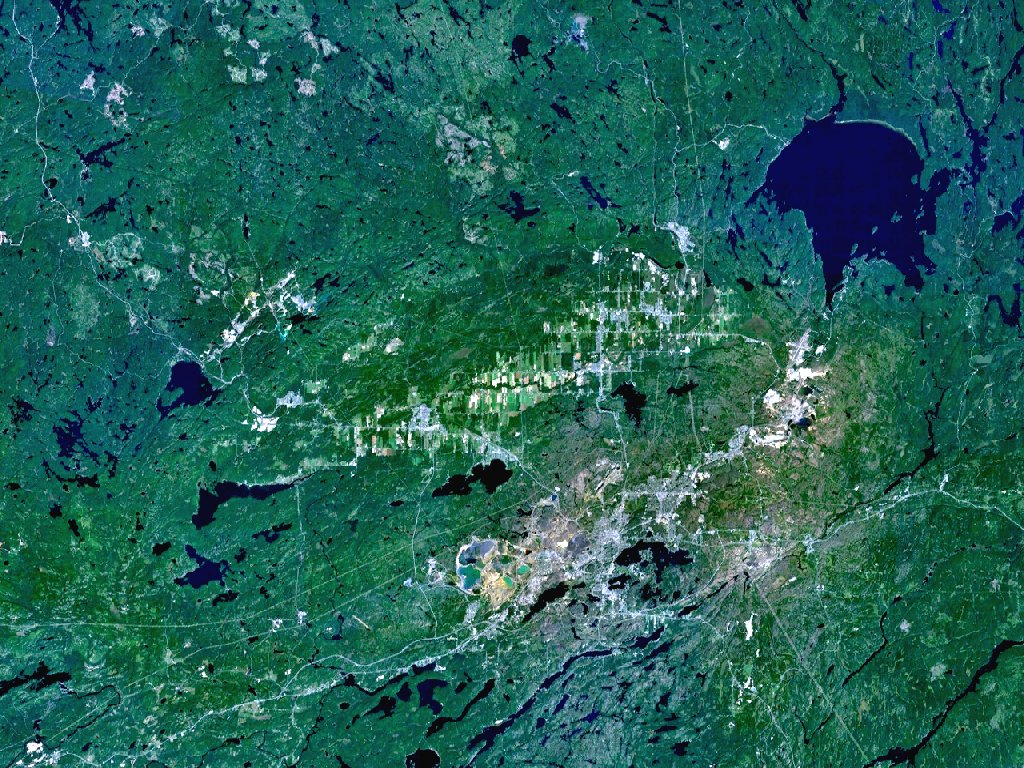
Lake Wanapitei vu de l'espace, en haut à droite de l'image.

Ce cratère est situé à la limite orientale du Bassin de Sudbury, un cratère d'impact également, beaucoup plus grand. Il s'agit d'une pure coïncidence, la structure de Sudbury  datant de l'ère paléoprotérozoïque, il y a environ 1,85 milliard d'années : il y a donc approximativement 1,5 milliard d'années qui séparent les deux événements, qui ne sont par conséquent reliés en rien.
Sur la photo satellitale ci-contre, on distingue bien les deux structures : 
- d'une part, le lac Wanapitei, qui recouvre entièrement le cratère d'impact ;
- d'autre part, le bassin de Sudbury, situé plus à l'ouest, de forme ovale, plus grand et en grande partie effacé par l'érosion.

Le complexe Sudbury/Wanapitei n'est également pas très éloigné de la double dépression du Lac à l'Eau Claire. Mais il s'agit de nouveau d'une pure coïncidence, cette dernière structure étant due probablement à un impact double datant du Permien  (environ 290 millions d'années), donc postérieur à Sudbury et antérieur à Wanapitei.